# Parvimolge townsendi
La salamandra enana de la Sierra Madre Oriental (Parvimolge townsendi) es un anfibio caudado de la familia Plethodontidae. Es una especie endémica de la Sierra Madre Oriental, en Puebla y Veracruz, México

## Clasificación y descripción de la especie
Es una salamandra de la familia Plethodontidae del orden Caudata. Es de talla pequeña, alcanza una longitud de 3 cm. El cuerpo es alargado y robusto, cola larga, aproximadamente igual a la longitud del cuerpo. Extremidades cortas. Se caracteriza por tener una serie doble de glándulas paralelas en el dorso, nostrilos son grandes y redondos. La coloración del dorso es variable, va desde café claro a café oscuro o rojizo, con manchas color dorado en forma de V a lo largo del cuerpo.

## Distribución de la especie
Es endémica de México, se conoce de la Sierra Madre Oriental en el Centro de Veracruz y norte de Puebla.

## Ambiente terrestre
Vive en bosque de encino, bosque mesófilo de montaña y selva mediana subperennifolia entre 600 y 2,000 m s. n. m.

## Estado de conservación
Se considera como Amenazada (Norma Oficial Mexicana 059) y como en Peligro Crítico en la Lista Roja de la UICN.